# Осецк (гмина)
Осецк (пол. Osieck) — гмина (волость) в Польше, входит как административная единица в Отвоцкий повет, Мазовецкое воеводство. Население — 3462 человека (на 2004 год).

## Демография
| Перепись                       | Всего   | Всего | Женщины | Женщины | Мужчины | Мужчины |
| ------------------------------ | ------- | ----- | ------- | ------- | ------- | ------- |
| Единицы                        | человек | %     | человек | %       | человек | %       |
| Население                      | 3462    | 100   | 1747    | 50,5    | 1715    | 49,5    |
| Плотность населения (чел./км²) | 51,3    | 51,3  | 25,9    | 25,9    | 25,4    | 25,4    |

## Сельские округа
1. Аугустувка
2. Чарновец
3. Гурки
4. Грабянка
5. Липины
6. Натолин
7. Нове-Косцелиска
8. Осецк
9. Погожель
10. Рудник
11. Собеньки
12. Старе-Косцелиска
13. Вуйтовизна

## Соседние гмины
1. Гмина Целестынув
2. Гмина Гарволин
3. Гмина Колбель
4. Гмина Пилява
5. Гмина Собене-Езёры